# Île-des-Chênes
Île-des-Chênes est une collectivité qui dépend de la municipalité de Ritchot dans le Manitoba au Canada. 
La collectivité de l'Île-des-Chênes compte avec la municipalité de Ritchot et ses collectivités rattachées, plus de cinq mille habitants.
La cité de l'Île-des-Chênes accueille sur son domaine, l'École/Collège régional Gabrielle-Roy qui dispense un enseignement en langue française pour la communauté franco-manitobainne. 